# Subaru Solterra
Subaru Solterra – elektryczny samochód osobowy typu crossover klasy średniej produkowany pod japońską marką Subaru od 2022 roku.

## Historia i opis modelu

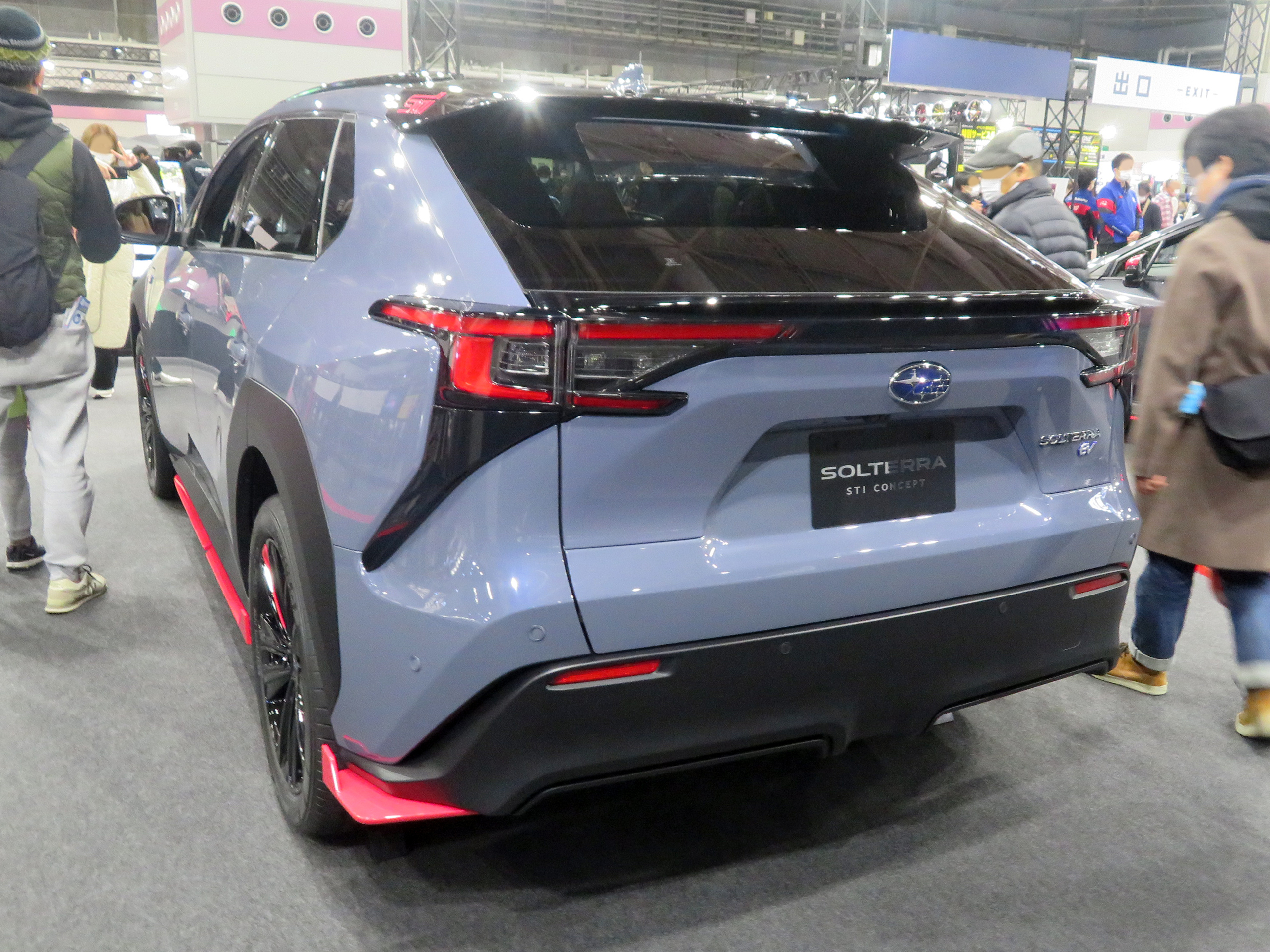
Subaru Solterra – tył

Subaru Solterra zostało zaprezentowane w Targach Motoryzacyjnych w Los Angeles w listopadzie 2021 roku. Podobnie jak Toyota bZ4X samochód jest produkowany w zakładach w Toyota. Debiut rynkowy został pierwotnie zaplanowany na czerwiec 2022 roku, jednak na skutek komplikacji z dokręceniem kół, został przesunięty na listopad 2022 roku.